# Lisięcice (gmina)
Lisięcice (1945–46 Łysosice lub Łysocice) – dawna gmina wiejska istniejąca w latach 1945–1954 i 1973–1975 w woj. śląskim i woj. opolskim (dzisiejsze woj. opolskie). Siedzibą władz gminy były Lisięcice.
Gmina zbiorowa Łysosice powstała po II wojnie światowej (w grudniu 1945) w powiecie głubczyckim na terenie tzw. Ziem Odzyskanych (tzw. I okręg administracyjny – Śląsk Opolski), powierzonym 18 marca 1945 administracji wojewody śląskiego, a z dniem 28 czerwca 1946 przyłączonym do woj. śląskiego (śląsko-dąbrowskiego).
Według stanu z 1 stycznia 1946 gmina składała się z 6 gromad: Łysosice, Bernatów, Kazimierz, Królowe, Świnów Ii Żabczyce. 6 lipca 1950 zmieniono nazwę woj. śląskiego na katowickie; równocześnie gmina Lisięcice wraz z całym powiatem głubczyckim weszła w skład nowo utworzonego woj. opolskiego.
Według stanu z 1 lipca 1952 gmina składała się z 6 gromad: Biernatów, Debrzyca, Kazimierz, Królowe, Lisięcice i Zawiszyce. Gmina została zniesiona 29 września 1954 wraz z reformą wprowadzającą gromady w miejsce gmin.
Jednostkę reaktywowano 1 stycznia 1973 w tymże powiecie i województwie; w skład gminy weszły obszary 14 sołectw: Biernatów, Ciesznów, Góreczno, Kazimierz, Klisino, Kietlice, Królowe, Lisięcice, Pomorzowice, Pomorzowiczki, Szonów, Ściborzyce Małe, Tomice i Zawiszyce.
1 czerwca 1975 gmina weszła w skład nowo utworzonego (mniejszego) woj. opolskiego.
30 października 1975 gmina została zniesiona, a jej obszar przyłączony do gmin:
- Głogówek (obszary sołectw: Szonów, Tomice, Góreczno, Kazimierz i Ciesznów),
- Głubczyce (obszary sołectw: Biernatów, Kietlice, Klisino, Królowe, Lisięcice, Pomorzowice, Pomorzowiczki, Zawiszyce i Ściborzyce Małe).